# Alfred Pfaff
Alfred Pfaff (ur. 16 lipca 1926 we Frankfurcie nad Menem, zm. 28 grudnia 2008 tamże) – niemiecki piłkarz, napastnik. Mistrz świata w 1954.
Pfaff w latach 1949-1961 był piłkarzem Eintrachtu Frankfurt. W barwach frankfurckiego klubu rozegrał 301 ligowych spotkań i strzelił 103 bramki. W 1959 został mistrzem Niemiec, a rok później brał udział w rozgrywanym w Glasgow finale PEMK, przegranym 3:7 z madryckim Realem.
W reprezentacji Niemiec debiutował 19 sierpnia 1953 w meczu ze Norwegią. Do 1956 rozegrał w kadrze 7 spotkań i strzelił 2 gole. Podczas MŚ 54 zagrał tylko w jednym spotkaniu, przegranym 3:8 meczu grupowym z Węgrami. Strzelił jedną z trzech bramek dla RFN, a występ ten dał mu tytuł mistrza świata.

## Odznaczenia
- Order Zasługi Hesji (2006)[1]